# Microscope ionique à effet de champ
Un microscope ionique à effet de champ (ou Field Ion Microscope, FIM en anglais) a été développé par E. W. Müller en 1951, et repose sur l’émission par effet de champ d’un gaz « image » à la surface d’un échantillon. Un champ électrique intense est créé par effet de pointe à l’extrémité d’un matériau. L’échantillon est préparé sous la forme d’une aiguille très fine dont l’extrémité a un rayon de courbure nanométrique (10-100 nm). En appliquant un potentiel électrique de quelques kilovolts à la pointe, un  champ de plusieurs milliards de volts par mètre est généré à la surface, suffisant pour transformer les atomes de gaz placés dans l’enceinte en ions (ionisation par effet de champ). Ces ions sont projetés vers un écran amplificateur, et forment une image agrandie de la surface de l’échantillon.
Cette technique donne une image de la position des atomes sur la surface sphérique de la pointe. Ceci permet d’accéder à l’ensemble des directions cristallographiques (les différents types d’empilement de plans atomiques) sur une seule image dans l’espace réel. En augmentant légèrement le potentiel appliqué, on peut délicatement éroder la matière et donc explorer un peu plus la profondeur. Cela permet alors de mettre au jour les défauts dans le matériau (atomes en plus ou en moins, fautes d’empilement, dislocations…).